# Coppa Bernocchi 2023
 (mars 2025).
La 104e édition de la Coppa Bernocchi a lieu le 2 octobre 2023 avec un départ à Parabiago et une arrivée à Legnano (Lombardie), sur une distance de 186,65 kilomètres. Elle fait partie du calendrier UCI ProSeries 2023 (deuxième niveau mondial) en catégorie 1.Pro. C'est également la deuxième manche du Trittico Lombardo.

## Présentation

### Équipes
Vingt-trois équipes sont au départ de la course : treize équipes UCI WorldTeam, huit équipes continentales professionnelles et deux équipes continentales.
| WorldTeams (13)- AG2R Citroën Team - Alpecin-Deceuninck - Astana Qazaqstan Team - Bora-Hansgrohe - Cofidis - Groupama-FDJ - Intermarché-Circus-Wanty - Jumbo-Visma - Lidl-Trek - Movistar Team - Soudal Quick-Step - Team Jayco AlUla - UAE Team Emirates ProTeams (8)- Bingoal WB - Eolo-Kometa - Green Project-Bardiani CSF-Faizanè - Israel-Premier Tech - Lotto Dstny - Q36.5 Pro Cycling Team - Team Corratec-Selle Italia - TotalEnergies Équipes continentales (3)- Beltrami TSA-Tre Colli - Biesse-Carrera - GW Shimano-Sidermec |
| |

## Classement final
| \| Classement général \| Classement général \| Classement général \| Classement général \| Classement général \| \| Coureur \| Coureur \| Pays \| Équipe \| Temps \| \| ------------------ \| ------------------ \| ------------------ \| --------------------- \| ------------------ \| \| 1er \| Wout van Aert \| Belgique \| Jumbo-Visma \| 4 h 09 min 52 s \| \| 2e \| Vincenzo Albanese \| Italie \| Eolo-Kometa \| + 0 s \| \| 3e \| Andrea Bagioli \| Italie \| Soudal Quick-Step \| + 0 s \| \| 4e \| Marc Hirschi \| Suisse \| UAE Team Emirates \| + 0 s \| \| 5e \| Fausto Masnada \| Italie \| Soudal Quick-Step \| + 0 s \| \| 6e \| Tiesj Benoot \| Belgique \| Jumbo-Visma \| + 2 s \| \| 7e \| Christian Scaroni \| Italie \| Astana Qazaqstan Team \| + 5 s \| \| 8e \| Julian Alaphilippe \| France \| Soudal Quick-Step \| + 11 s \| \| 9e \| Jan Tratnik \| Slovénie \| Jumbo-Visma \| + 14 s \| \| 10e \| Ion Izagirre \| Espagne \| Cofidis \| + 1 min 30 s \| |                    |          |                       |                 |
| |                    |          |                       |                 |
| Source : ProCyclingStats |                    |          |                       |                 |
| Classement général |                    |          |                       |                 |
| Coureur | Coureur            | Pays     | Équipe                | Temps           |
| 1er | Wout van Aert      | Belgique | Jumbo-Visma           | 4 h 09 min 52 s |
| 2e | Vincenzo Albanese  | Italie   | Eolo-Kometa           | + 0 s           |
| 3e | Andrea Bagioli     | Italie   | Soudal Quick-Step     | + 0 s           |
| 4e | Marc Hirschi       | Suisse   | UAE Team Emirates     | + 0 s           |
| 5e | Fausto Masnada     | Italie   | Soudal Quick-Step     | + 0 s           |
| 6e | Tiesj Benoot       | Belgique | Jumbo-Visma           | + 2 s           |
| 7e | Christian Scaroni  | Italie   | Astana Qazaqstan Team | + 5 s           |
| 8e | Julian Alaphilippe | France   | Soudal Quick-Step     | + 11 s          |
| 9e | Jan Tratnik        | Slovénie | Jumbo-Visma           | + 14 s          |
| 10e | Ion Izagirre       | Espagne  | Cofidis               | + 1 min 30 s    |

## Liste des participants
| Soudal Quick-Step SOQ | Soudal Quick-Step SOQ    | Soudal Quick-Step SOQ |
| --------------------- | ------------------------ | --------------------- |
| Num                   | Coureur                  | Pos                   |
| 1                     | Julian Alaphilippe (FRA) | 8e                    |
| 2                     | Andrea Bagioli (ITA)     | 3e                    |
| 3                     | Dries Devenyns (BEL)     | AB                    |
| 4                     | Pieter Serry (BEL)       | 58e                   |
| 5                     | Fausto Masnada (ITA)     | 5e                    |
| 6                     | Mauro Schmid (SUI)       | 77e                   |
| 7                     | Gil Gelders (BEL)        | AB                    |

| AG2R Citroën Team ACT | AG2R Citroën Team ACT        | AG2R Citroën Team ACT |
| --------------------- | ---------------------------- | --------------------- |
| Num                   | Coureur                      | Pos                   |
| 11                    | Lawrence Warbasse (USA)      | 41e                   |
| 12                    | Andrea Vendrame (ITA)        | 16e                   |
| 13                    | Paul Lapeira (FRA)           | AB                    |
| 14                    | Clément Berthet (FRA)        | 23e                   |
| 15                    | Aurélien Paret-Peintre (FRA) | 29e                   |
| 16                    | Bastien Tronchon (FRA)       | AB                    |
| 17                    | Killian Verschuren (FRA)     | AB                    |

| Alpecin-Deceuninck ADC | Alpecin-Deceuninck ADC | Alpecin-Deceuninck ADC |
| ---------------------- | ---------------------- | ---------------------- |
| Num                    | Coureur                | Pos                    |
| 21                     | Tobias Bayer (AUT)     | 56e                    |
| 22                     | Stefano Oldani (ITA)   | 13e                    |
| 23                     | Xandro Meurisse (BEL)  | AB                     |
| 24                     | Alex Bogna (AUS)       | 63e                    |
| 25                     | Axel Laurance (FRA)    | AB                     |
| 26                     | Nicola Conci (ITA)     | 78e                    |
| 27                     | Michael Gogl (AUT)     | 15e                    |

| Astana Qazaqstan Team AST | Astana Qazaqstan Team AST | Astana Qazaqstan Team AST |
| ------------------------- | ------------------------- | ------------------------- |
| Num                       | Coureur                   | Pos                       |
| 31                        | Cees Bol (NED)            | AB                        |
| 32                        | Davide Martinelli (ITA)   | AB                        |
| 33                        | Fabio Felline (ITA)       | 65e                       |
| 34                        | Michele Gazzoli (ITA)     | AB                        |
| 35                        | Antonio Nibali (ITA)      | AB                        |
| 36                        | Gianmarco Garofoli (ITA)  | 20e                       |
| 37                        | Christian Scaroni (ITA)   | 7e                        |

| Bora-Hansgrohe BOH | Bora-Hansgrohe BOH          | Bora-Hansgrohe BOH |
| ------------------ | --------------------------- | ------------------ |
| Num                | Coureur                     | Pos                |
| 41                 | Bob Jungels (LUX)           | AB                 |
| 42                 | Ide Schelling (NED)         | AB                 |
| 43                 | Cesare Benedetti (POL)      | AB                 |
| 44                 | Giovanni Aleotti (ITA)      | 18e                |
| 45                 | Maximilian Schachmann (GER) | AB                 |
| 46                 | Anton Palzer (GER)          | 52e                |
| 47                 | Frederik Wandahl (DEN)      | 44e                |

| Cofidis COF | Cofidis COF           | Cofidis COF |
| ----------- | --------------------- | ----------- |
| Num         | Coureur               | Pos         |
| 51          | Harrison Wood (GBR)   | AB          |
| 52          | Davide Cimolai (ITA)  | AB          |
| 53          | Ion Izagirre (ESP)    | 10e         |
| 54          | Simone Consonni (ITA) | AB          |
| 55          | Hugo Toumire (FRA)    | AB          |
| 56          | Axel Mariault (FRA)   | 17e         |
| 57          | Benjamin Thomas (FRA) | AB          |

| Groupama-FDJ GFC | Groupama-FDJ GFC               | Groupama-FDJ GFC |
| ---------------- | ------------------------------ | ---------------- |
| Num              | Coureur                        | Pos              |
| 61               | Matthieu Ladagnous (FRA)       | AB               |
| 62               | Thibaut Pinot (FRA)            | 69e              |
| 63               | Quentin Pacher (FRA)           | 71e              |
| 64               | Lars van den Berg (NED)        | 66e              |
| 65               | Lorenzo Germani (ITA)          | 68e              |
| 66               | Valentin Madouas (FRA) (route) | 24e              |
| 67               | Reuben Thompson (NZL)          | 32e              |

| Intermarché-Circus-Wanty ICW | Intermarché-Circus-Wanty ICW | Intermarché-Circus-Wanty ICW |
| ---------------------------- | ---------------------------- | ---------------------------- |
| Num                          | Coureur                      | Pos                          |
| 71                           | Francesco Busatto (ITA)      | 57e                          |
| 72                           | Simone Petilli (ITA)         | 59e                          |
| 73                           | Dion Smith (NZL)             | AB                           |
| 74                           | Alexy Faure Prost (FRA)      | AB                           |
| 75                           | Madis Mihkels (EST)          | AB                           |
| 76                           | Rui Costa (POR)              | AB                           |
| 77                           | Niccolò Bonifazio (ITA)      | AB                           |

| Jumbo-Visma TJV | Jumbo-Visma TJV        | Jumbo-Visma TJV |
| --------------- | ---------------------- | --------------- |
| Num             | Coureur                | Pos             |
| 81              | Wout van Aert (BEL)    | 1er             |
| 82              | Koen Bouwman (NED)     | 19e             |
| 83              | Sam Oomen (NED)        | 61e             |
| 84              | Gijs Leemreize (NED)   | AB              |
| 85              | Jan Tratnik (SLO)      | 9e              |
| 86              | Lennard Hofstede (NED) | AB              |
| 87              | Tiesj Benoot (BEL)     | 6e              |

| Lidl-Trek LTK | Lidl-Trek LTK               | Lidl-Trek LTK |
| ------------- | --------------------------- | ------------- |
| Num           | Coureur                     | Pos           |
| 91            | Giulio Ciccone (ITA)        | AB            |
| 92            | Juan Pedro López (ESP)      | AB            |
| 93            | Jacopo Mosca (ITA)          | 14e           |
| 94            | Filippo Baroncini (ITA)     | 39e           |
| 95            | Mathias Vacek (CZE) (route) | 47e           |
| 96            | Natnael Tesfatsion (ERI)    | 45e           |
| 97            | Dario Cataldo (ITA)         | AB            |

| Movistar Team MOV | Movistar Team MOV          | Movistar Team MOV |
| ----------------- | -------------------------- | ----------------- |
| Num               | Coureur                    | Pos               |
| 101               | William Barta (USA)        | 67e               |
| 102               | Imanol Erviti (ESP)        | AB                |
| 103               | José Joaquín Rojas (ESP)   | 43e               |
| 104               | Max Kanter (GER)           | AB                |
| 105               | Oier Lazkano (ESP) (route) | 62e               |
| 106               | Iván García Cortina (ESP)  | 12e               |
| 107               | Gonzalo Serrano (ESP)      | AB                |

| Team Jayco AlUla JAY | Team Jayco AlUla JAY   | Team Jayco AlUla JAY |
| -------------------- | ---------------------- | -------------------- |
| Num                  | Coureur                | Pos                  |
| 111                  | Lucas Hamilton (AUS)   | 60e                  |
| 112                  | Chris Harper (AUS)     | 26e                  |
| 113                  | Michael Matthews (AUS) | 11e                  |
| 114                  | Felix Engelhardt (GER) | 35e                  |
| 115                  | Lawson Craddock (USA)  | AB                   |
| 116                  | Jan Maas (NED)         | AB                   |
| 117                  | Matteo Sobrero (ITA)   | AB                   |

| UAE Team Emirates UAD | UAE Team Emirates UAD      | UAE Team Emirates UAD |
| --------------------- | -------------------------- | --------------------- |
| Num                   | Coureur                    | Pos                   |
| 121                   | Davide Formolo (ITA)       | 25e                   |
| 122                   | Sebastián Molano (COL)     | AB                    |
| 123                   | Rafał Majka (POL)          | 22e                   |
| 124                   | Marc Hirschi (SUI) (route) | 4e                    |
| 125                   | Sjoerd Bax (NED)           | 73e                   |
| 126                   | Vegard Stake Laengen (NOR) | AB                    |
| 127                   | Jan Christen (SUI)         | AB                    |

| Bingoal WB BWB | Bingoal WB BWB            | Bingoal WB BWB |
| -------------- | ------------------------- | -------------- |
| Num            | Coureur                   | Pos            |
| 131            | Floris De Tier (BEL)      | 46e            |
| 132            | Alexis Guérin (FRA)       | 21e            |
| 133            | Lennert Teugels (BEL)     | 31e            |
| 134            | Aaron Van der Beken (BEL) | AB             |
| 135            | Dimitri Peyskens (BEL)    | AB             |
| 136            | Marco Tizza (ITA)         | AB             |
| 137            | Louka Matthys (BEL)       | AB             |

| Team Corratec-Selle Italia COR | Team Corratec-Selle Italia COR | Team Corratec-Selle Italia COR |
| ------------------------------ | ------------------------------ | ------------------------------ |
| Num                            | Coureur                        | Pos                            |
| 141                            | Karel Vacek (CZE)              | AB                             |
| 142                            | Charlie Quarterman (GBR)       | AB                             |
| 143                            | Matteo Amella (ITA)            | AB                             |
| 145                            | Antoine Debons (SUI)           | 51e                            |
| 146                            | Valentin Darbellay (SUI)       | AB                             |
| 147                            | Andrii Ponomar (UKR)           | AB                             |

| Eolo-Kometa EOK | Eolo-Kometa EOK             | Eolo-Kometa EOK |
| --------------- | --------------------------- | --------------- |
| Num             | Coureur                     | Pos             |
| 151             | Samuele Rivi (ITA)          | AB              |
| 152             | Alessandro Fancellu (ITA)   | AB              |
| 153             | Francesco Gavazzi (ITA)     | AB              |
| 154             | Diego Pablo Sevilla (ESP)   | 40e             |
| 155             | Vincenzo Albanese (ITA)     | 2e              |
| 156             | Francisco Muñoz Llana (ESP) | AB              |
| 157             | Mattia Bais (ITA)           | 49e             |

| Green Project-Bardiani CSF-Faizanè BCF | Green Project-Bardiani CSF-Faizanè BCF | Green Project-Bardiani CSF-Faizanè BCF |
| -------------------------------------- | -------------------------------------- | -------------------------------------- |
| Num                                    | Coureur                                | Pos                                    |
| 161                                    | Alessandro Tonelli (ITA)               | AB                                     |
| 162                                    | Martin Marcellusi (ITA)                | AB                                     |
| 163                                    | Alessandro Pinarello (ITA)             | AB                                     |
| 164                                    | Filippo Fiorelli (ITA)                 | AB                                     |
| 165                                    | Filippo Magli (ITA)                    | 30e                                    |
| 166                                    | Henok Mulubrhan (ERI)                  | 48e                                    |
| 167                                    | Luca Colnaghi (ITA)                    | AB                                     |

| Israel-Premier Tech IPT | Israel-Premier Tech IPT  | Israel-Premier Tech IPT |
| ----------------------- | ------------------------ | ----------------------- |
| Num                     | Coureur                  | Pos                     |
| 171                     | Nick Schultz (AUS)       | 70e                     |
| 172                     | Mads Würtz Schmidt (DEN) | AB                      |
| 173                     | Hugo Houle (CAN)         | 76e                     |
| 174                     | Corbin Strong (NZL)      | 27e                     |
| 175                     | Marco Frigo (ITA)        | 72e                     |
| 176                     | Krists Neilands (LAT)    | AB                      |
| 177                     | Reto Hollenstein (SUI)   | AB                      |

| Lotto Dstny LTD | Lotto Dstny LTD          | Lotto Dstny LTD |
| --------------- | ------------------------ | --------------- |
| Num             | Coureur                  | Pos             |
| 181             | Thomas De Gendt (BEL)    | AB              |
| 182             | Sylvain Moniquet (BEL)   | 75e             |
| 183             | Jacopo Guarnieri (ITA)   | AB              |
| 184             | Mathijs Paasschens (NED) | 37e             |
| 185             | Johannes Adamietz (GER)  | 55e             |
| 186             | Eduardo Sepúlveda (ARG)  | AB              |
| 187             | Harm Vanhoucke (BEL)     | AB              |

| Q36.5 Pro Cycling Team Q36 | Q36.5 Pro Cycling Team Q36 | Q36.5 Pro Cycling Team Q36 |
| -------------------------- | -------------------------- | -------------------------- |
| Num                        | Coureur                    | Pos                        |
| 191                        | Negasi Abreha (ETH)        | AB                         |
| 192                        | Gianluca Brambilla (ITA)   | 34e                        |
| 193                        | Walter Calzoni (ITA)       | 42e                        |
| 194                        | Marcel Camprubí (ESP)      | 50e                        |
| 195                        | Mark Donovan (GBR)         | 64e                        |
| 196                        | Alessandro Fedeli (ITA)    | 33e                        |

| TotalEnergies TEN | TotalEnergies TEN       | TotalEnergies TEN |
| ----------------- | ----------------------- | ----------------- |
| Num               | Coureur                 | Pos               |
| 201               | Valentin Ferron (FRA)   | AB                |
| 202               | Alexis Vuillermoz (FRA) | AB                |
| 203               | Jérémy Cabot (FRA)      | 54e               |
| 204               | Paul Ourselin (FRA)     | 74e               |
| 205               | Geoffrey Soupe (FRA)    | 28e               |
| 206               | Mattéo Vercher (FRA)    | AB                |
| 207               | Alessio Cialone (FRA)   | AB                |

| Beltrami TSA-Tre Colli BTC | Beltrami TSA-Tre Colli BTC | Beltrami TSA-Tre Colli BTC |
| -------------------------- | -------------------------- | -------------------------- |
| Num                        | Coureur                    | Pos                        |
| 211                        | Andrea Piras (ITA)         | AB                         |
| 212                        | Thomas Pesenti (ITA)       | 53e                        |
| 213                        | Matteo Freddi (ITA)        | AB                         |
| 214                        | Andrea Biancalani (ITA)    | AB                         |
| 215                        | Nicola Rossi (ITA)         | AB                         |
| 216                        | Alex Raimondi (ITA)        | AB                         |
| 217                        | Giacomo Tagliavini (ITA)   | AB                         |

| Biesse-Carrera BIE | Biesse-Carrera BIE         | Biesse-Carrera BIE |
| ------------------ | -------------------------- | ------------------ |
| Num                | Coureur                    | Pos                |
| 221                | Riccardo Ciuccarelli (ITA) | 36e                |
| 222                | Michael Belleri (ITA)      | AB                 |
| 223                | Alessandro Motta (ITA)     | AB                 |
| 224                | Andrea D'Amato (ITA)       | AB                 |
| 225                | Nicolò Arrighetti (ITA)    | AB                 |
| 226                | Marco Oliosi (ITA)         | AB                 |
| 227                | Pierelis Belletta (ITA)    | AB                 |

| GW Shimano-Sidermec GSS | GW Shimano-Sidermec GSS           | GW Shimano-Sidermec GSS |
| ----------------------- | --------------------------------- | ----------------------- |
| Num                     | Coureur                           | Pos                     |
| 231                     | Alejandro Osorio (COL)            | AB                      |
| 232                     | Filippo Tagliani (ITA)            | AB                      |
| 233                     | Santiago Umba (COL)               | 38e                     |
| 234                     | Alessandro Bisolti (ITA)          | AB                      |
| 235                     | Jonathan Guatibonza (COL)         | AB                      |
| 236                     | Andrés Mancipe (COL)              | AB                      |
| 237                     | Jeferson Armando Ruiz Acuña (COL) | AB                      |

| Soudal Quick-Step SOQ | Soudal Quick-Step SOQ    | Soudal Quick-Step SOQ |
| --------------------- | ------------------------ | --------------------- |
| Num                   | Coureur                  | Pos                   |
| 1                     | Julian Alaphilippe (FRA) | 8e                    |
| 2                     | Andrea Bagioli (ITA)     | 3e                    |
| 3                     | Dries Devenyns (BEL)     | AB                    |
| 4                     | Pieter Serry (BEL)       | 58e                   |
| 5                     | Fausto Masnada (ITA)     | 5e                    |
| 6                     | Mauro Schmid (SUI)       | 77e                   |
| 7                     | Gil Gelders (BEL)        | AB                    |

| AG2R Citroën Team ACT | AG2R Citroën Team ACT        | AG2R Citroën Team ACT |
| --------------------- | ---------------------------- | --------------------- |
| Num                   | Coureur                      | Pos                   |
| 11                    | Lawrence Warbasse (USA)      | 41e                   |
| 12                    | Andrea Vendrame (ITA)        | 16e                   |
| 13                    | Paul Lapeira (FRA)           | AB                    |
| 14                    | Clément Berthet (FRA)        | 23e                   |
| 15                    | Aurélien Paret-Peintre (FRA) | 29e                   |
| 16                    | Bastien Tronchon (FRA)       | AB                    |
| 17                    | Killian Verschuren (FRA)     | AB                    |

| Alpecin-Deceuninck ADC | Alpecin-Deceuninck ADC | Alpecin-Deceuninck ADC |
| ---------------------- | ---------------------- | ---------------------- |
| Num                    | Coureur                | Pos                    |
| 21                     | Tobias Bayer (AUT)     | 56e                    |
| 22                     | Stefano Oldani (ITA)   | 13e                    |
| 23                     | Xandro Meurisse (BEL)  | AB                     |
| 24                     | Alex Bogna (AUS)       | 63e                    |
| 25                     | Axel Laurance (FRA)    | AB                     |
| 26                     | Nicola Conci (ITA)     | 78e                    |
| 27                     | Michael Gogl (AUT)     | 15e                    |

| Astana Qazaqstan Team AST | Astana Qazaqstan Team AST | Astana Qazaqstan Team AST |
| ------------------------- | ------------------------- | ------------------------- |
| Num                       | Coureur                   | Pos                       |
| 31                        | Cees Bol (NED)            | AB                        |
| 32                        | Davide Martinelli (ITA)   | AB                        |
| 33                        | Fabio Felline (ITA)       | 65e                       |
| 34                        | Michele Gazzoli (ITA)     | AB                        |
| 35                        | Antonio Nibali (ITA)      | AB                        |
| 36                        | Gianmarco Garofoli (ITA)  | 20e                       |
| 37                        | Christian Scaroni (ITA)   | 7e                        |

| Bora-Hansgrohe BOH | Bora-Hansgrohe BOH          | Bora-Hansgrohe BOH |
| ------------------ | --------------------------- | ------------------ |
| Num                | Coureur                     | Pos                |
| 41                 | Bob Jungels (LUX)           | AB                 |
| 42                 | Ide Schelling (NED)         | AB                 |
| 43                 | Cesare Benedetti (POL)      | AB                 |
| 44                 | Giovanni Aleotti (ITA)      | 18e                |
| 45                 | Maximilian Schachmann (GER) | AB                 |
| 46                 | Anton Palzer (GER)          | 52e                |
| 47                 | Frederik Wandahl (DEN)      | 44e                |

| Cofidis COF | Cofidis COF           | Cofidis COF |
| ----------- | --------------------- | ----------- |
| Num         | Coureur               | Pos         |
| 51          | Harrison Wood (GBR)   | AB          |
| 52          | Davide Cimolai (ITA)  | AB          |
| 53          | Ion Izagirre (ESP)    | 10e         |
| 54          | Simone Consonni (ITA) | AB          |
| 55          | Hugo Toumire (FRA)    | AB          |
| 56          | Axel Mariault (FRA)   | 17e         |
| 57          | Benjamin Thomas (FRA) | AB          |

| Groupama-FDJ GFC | Groupama-FDJ GFC               | Groupama-FDJ GFC |
| ---------------- | ------------------------------ | ---------------- |
| Num              | Coureur                        | Pos              |
| 61               | Matthieu Ladagnous (FRA)       | AB               |
| 62               | Thibaut Pinot (FRA)            | 69e              |
| 63               | Quentin Pacher (FRA)           | 71e              |
| 64               | Lars van den Berg (NED)        | 66e              |
| 65               | Lorenzo Germani (ITA)          | 68e              |
| 66               | Valentin Madouas (FRA) (route) | 24e              |
| 67               | Reuben Thompson (NZL)          | 32e              |

| Intermarché-Circus-Wanty ICW | Intermarché-Circus-Wanty ICW | Intermarché-Circus-Wanty ICW |
| ---------------------------- | ---------------------------- | ---------------------------- |
| Num                          | Coureur                      | Pos                          |
| 71                           | Francesco Busatto (ITA)      | 57e                          |
| 72                           | Simone Petilli (ITA)         | 59e                          |
| 73                           | Dion Smith (NZL)             | AB                           |
| 74                           | Alexy Faure Prost (FRA)      | AB                           |
| 75                           | Madis Mihkels (EST)          | AB                           |
| 76                           | Rui Costa (POR)              | AB                           |
| 77                           | Niccolò Bonifazio (ITA)      | AB                           |

| Jumbo-Visma TJV | Jumbo-Visma TJV        | Jumbo-Visma TJV |
| --------------- | ---------------------- | --------------- |
| Num             | Coureur                | Pos             |
| 81              | Wout van Aert (BEL)    | 1er             |
| 82              | Koen Bouwman (NED)     | 19e             |
| 83              | Sam Oomen (NED)        | 61e             |
| 84              | Gijs Leemreize (NED)   | AB              |
| 85              | Jan Tratnik (SLO)      | 9e              |
| 86              | Lennard Hofstede (NED) | AB              |
| 87              | Tiesj Benoot (BEL)     | 6e              |

| Lidl-Trek LTK | Lidl-Trek LTK               | Lidl-Trek LTK |
| ------------- | --------------------------- | ------------- |
| Num           | Coureur                     | Pos           |
| 91            | Giulio Ciccone (ITA)        | AB            |
| 92            | Juan Pedro López (ESP)      | AB            |
| 93            | Jacopo Mosca (ITA)          | 14e           |
| 94            | Filippo Baroncini (ITA)     | 39e           |
| 95            | Mathias Vacek (CZE) (route) | 47e           |
| 96            | Natnael Tesfatsion (ERI)    | 45e           |
| 97            | Dario Cataldo (ITA)         | AB            |

| Movistar Team MOV | Movistar Team MOV          | Movistar Team MOV |
| ----------------- | -------------------------- | ----------------- |
| Num               | Coureur                    | Pos               |
| 101               | William Barta (USA)        | 67e               |
| 102               | Imanol Erviti (ESP)        | AB                |
| 103               | José Joaquín Rojas (ESP)   | 43e               |
| 104               | Max Kanter (GER)           | AB                |
| 105               | Oier Lazkano (ESP) (route) | 62e               |
| 106               | Iván García Cortina (ESP)  | 12e               |
| 107               | Gonzalo Serrano (ESP)      | AB                |

| Team Jayco AlUla JAY | Team Jayco AlUla JAY   | Team Jayco AlUla JAY |
| -------------------- | ---------------------- | -------------------- |
| Num                  | Coureur                | Pos                  |
| 111                  | Lucas Hamilton (AUS)   | 60e                  |
| 112                  | Chris Harper (AUS)     | 26e                  |
| 113                  | Michael Matthews (AUS) | 11e                  |
| 114                  | Felix Engelhardt (GER) | 35e                  |
| 115                  | Lawson Craddock (USA)  | AB                   |
| 116                  | Jan Maas (NED)         | AB                   |
| 117                  | Matteo Sobrero (ITA)   | AB                   |

| UAE Team Emirates UAD | UAE Team Emirates UAD      | UAE Team Emirates UAD |
| --------------------- | -------------------------- | --------------------- |
| Num                   | Coureur                    | Pos                   |
| 121                   | Davide Formolo (ITA)       | 25e                   |
| 122                   | Sebastián Molano (COL)     | AB                    |
| 123                   | Rafał Majka (POL)          | 22e                   |
| 124                   | Marc Hirschi (SUI) (route) | 4e                    |
| 125                   | Sjoerd Bax (NED)           | 73e                   |
| 126                   | Vegard Stake Laengen (NOR) | AB                    |
| 127                   | Jan Christen (SUI)         | AB                    |

| Bingoal WB BWB | Bingoal WB BWB            | Bingoal WB BWB |
| -------------- | ------------------------- | -------------- |
| Num            | Coureur                   | Pos            |
| 131            | Floris De Tier (BEL)      | 46e            |
| 132            | Alexis Guérin (FRA)       | 21e            |
| 133            | Lennert Teugels (BEL)     | 31e            |
| 134            | Aaron Van der Beken (BEL) | AB             |
| 135            | Dimitri Peyskens (BEL)    | AB             |
| 136            | Marco Tizza (ITA)         | AB             |
| 137            | Louka Matthys (BEL)       | AB             |

| Team Corratec-Selle Italia COR | Team Corratec-Selle Italia COR | Team Corratec-Selle Italia COR |
| ------------------------------ | ------------------------------ | ------------------------------ |
| Num                            | Coureur                        | Pos                            |
| 141                            | Karel Vacek (CZE)              | AB                             |
| 142                            | Charlie Quarterman (GBR)       | AB                             |
| 143                            | Matteo Amella (ITA)            | AB                             |
| 145                            | Antoine Debons (SUI)           | 51e                            |
| 146                            | Valentin Darbellay (SUI)       | AB                             |
| 147                            | Andrii Ponomar (UKR)           | AB                             |

| Eolo-Kometa EOK | Eolo-Kometa EOK             | Eolo-Kometa EOK |
| --------------- | --------------------------- | --------------- |
| Num             | Coureur                     | Pos             |
| 151             | Samuele Rivi (ITA)          | AB              |
| 152             | Alessandro Fancellu (ITA)   | AB              |
| 153             | Francesco Gavazzi (ITA)     | AB              |
| 154             | Diego Pablo Sevilla (ESP)   | 40e             |
| 155             | Vincenzo Albanese (ITA)     | 2e              |
| 156             | Francisco Muñoz Llana (ESP) | AB              |
| 157             | Mattia Bais (ITA)           | 49e             |

| Green Project-Bardiani CSF-Faizanè BCF | Green Project-Bardiani CSF-Faizanè BCF | Green Project-Bardiani CSF-Faizanè BCF |
| -------------------------------------- | -------------------------------------- | -------------------------------------- |
| Num                                    | Coureur                                | Pos                                    |
| 161                                    | Alessandro Tonelli (ITA)               | AB                                     |
| 162                                    | Martin Marcellusi (ITA)                | AB                                     |
| 163                                    | Alessandro Pinarello (ITA)             | AB                                     |
| 164                                    | Filippo Fiorelli (ITA)                 | AB                                     |
| 165                                    | Filippo Magli (ITA)                    | 30e                                    |
| 166                                    | Henok Mulubrhan (ERI)                  | 48e                                    |
| 167                                    | Luca Colnaghi (ITA)                    | AB                                     |

| Israel-Premier Tech IPT | Israel-Premier Tech IPT  | Israel-Premier Tech IPT |
| ----------------------- | ------------------------ | ----------------------- |
| Num                     | Coureur                  | Pos                     |
| 171                     | Nick Schultz (AUS)       | 70e                     |
| 172                     | Mads Würtz Schmidt (DEN) | AB                      |
| 173                     | Hugo Houle (CAN)         | 76e                     |
| 174                     | Corbin Strong (NZL)      | 27e                     |
| 175                     | Marco Frigo (ITA)        | 72e                     |
| 176                     | Krists Neilands (LAT)    | AB                      |
| 177                     | Reto Hollenstein (SUI)   | AB                      |

| Lotto Dstny LTD | Lotto Dstny LTD          | Lotto Dstny LTD |
| --------------- | ------------------------ | --------------- |
| Num             | Coureur                  | Pos             |
| 181             | Thomas De Gendt (BEL)    | AB              |
| 182             | Sylvain Moniquet (BEL)   | 75e             |
| 183             | Jacopo Guarnieri (ITA)   | AB              |
| 184             | Mathijs Paasschens (NED) | 37e             |
| 185             | Johannes Adamietz (GER)  | 55e             |
| 186             | Eduardo Sepúlveda (ARG)  | AB              |
| 187             | Harm Vanhoucke (BEL)     | AB              |

| Q36.5 Pro Cycling Team Q36 | Q36.5 Pro Cycling Team Q36 | Q36.5 Pro Cycling Team Q36 |
| -------------------------- | -------------------------- | -------------------------- |
| Num                        | Coureur                    | Pos                        |
| 191                        | Negasi Abreha (ETH)        | AB                         |
| 192                        | Gianluca Brambilla (ITA)   | 34e                        |
| 193                        | Walter Calzoni (ITA)       | 42e                        |
| 194                        | Marcel Camprubí (ESP)      | 50e                        |
| 195                        | Mark Donovan (GBR)         | 64e                        |
| 196                        | Alessandro Fedeli (ITA)    | 33e                        |

| TotalEnergies TEN | TotalEnergies TEN       | TotalEnergies TEN |
| ----------------- | ----------------------- | ----------------- |
| Num               | Coureur                 | Pos               |
| 201               | Valentin Ferron (FRA)   | AB                |
| 202               | Alexis Vuillermoz (FRA) | AB                |
| 203               | Jérémy Cabot (FRA)      | 54e               |
| 204               | Paul Ourselin (FRA)     | 74e               |
| 205               | Geoffrey Soupe (FRA)    | 28e               |
| 206               | Mattéo Vercher (FRA)    | AB                |
| 207               | Alessio Cialone (FRA)   | AB                |

| Beltrami TSA-Tre Colli BTC | Beltrami TSA-Tre Colli BTC | Beltrami TSA-Tre Colli BTC |
| -------------------------- | -------------------------- | -------------------------- |
| Num                        | Coureur                    | Pos                        |
| 211                        | Andrea Piras (ITA)         | AB                         |
| 212                        | Thomas Pesenti (ITA)       | 53e                        |
| 213                        | Matteo Freddi (ITA)        | AB                         |
| 214                        | Andrea Biancalani (ITA)    | AB                         |
| 215                        | Nicola Rossi (ITA)         | AB                         |
| 216                        | Alex Raimondi (ITA)        | AB                         |
| 217                        | Giacomo Tagliavini (ITA)   | AB                         |

| Biesse-Carrera BIE | Biesse-Carrera BIE         | Biesse-Carrera BIE |
| ------------------ | -------------------------- | ------------------ |
| Num                | Coureur                    | Pos                |
| 221                | Riccardo Ciuccarelli (ITA) | 36e                |
| 222                | Michael Belleri (ITA)      | AB                 |
| 223                | Alessandro Motta (ITA)     | AB                 |
| 224                | Andrea D'Amato (ITA)       | AB                 |
| 225                | Nicolò Arrighetti (ITA)    | AB                 |
| 226                | Marco Oliosi (ITA)         | AB                 |
| 227                | Pierelis Belletta (ITA)    | AB                 |

| GW Shimano-Sidermec GSS | GW Shimano-Sidermec GSS           | GW Shimano-Sidermec GSS |
| ----------------------- | --------------------------------- | ----------------------- |
| Num                     | Coureur                           | Pos                     |
| 231                     | Alejandro Osorio (COL)            | AB                      |
| 232                     | Filippo Tagliani (ITA)            | AB                      |
| 233                     | Santiago Umba (COL)               | 38e                     |
| 234                     | Alessandro Bisolti (ITA)          | AB                      |
| 235                     | Jonathan Guatibonza (COL)         | AB                      |
| 236                     | Andrés Mancipe (COL)              | AB                      |
| 237                     | Jeferson Armando Ruiz Acuña (COL) | AB                      |